# Schi acrobatic la Jocurile Olimpice de iarnă din 2022 - schi cross (masculin)
Proba de schi acrobatic, schi cross masculin de la Jocurile Olimpice de iarnă din 2022 de la Beijing, China a avut loc pe 18 februarie 2022 la Genting Snow Park.

## Program
Orele sunt orele Chinei (ora României + 6 ore).
| Dată         | Ora                                                                    | Rundă                                                                         |
| ------------ | ---------------------------------------------------------------------- | ----------------------------------------------------------------------------- |
| 18 februarie | 11:45–12:30 14:45–15:17 15:20–15:36 15:39–15:47 15:55 După finala mică | Clasificare Optimi de finală Sferturi de finală Semifinale Finala mică Finala |

## Rezultate clasificare
| Loc | Nr. de concurs | Nume                  | Țară                       | Timp    | Diferență |
| --- | -------------- | --------------------- | -------------------------- | ------- | --------- |
| 1   | 4              | Alex Fiva             | Elveția                    | 1:11,94 | —         |
| 2   | 29             | Igor Omelin           | COR                        | 1:12,28 | +0,34     |
| 3   | 24             | Ryo Sugai             | Japonia                    | 1:12,29 | +0,35     |
| 4   | 14             | Brady Leman           | Canada                     | 1:12,30 | +0,36     |
| 5   | 1              | Reece Howden          | Canada                     | 1:12,37 | +0,43     |
| 6   | 25             | Jared Schmidt         | Canada                     | 1:12,39 | +0,45     |
| 7   | 13             | Ryan Regez            | Elveția                    | 1:12,44 | +0,50     |
| 8   | 10             | Simone Deromedis      | Italia                     | 1:12,48 | +0,54     |
| 9   | 6              | Bastien Midol         | Franța                     | 1:12,55 | +0,61     |
| 10  | 3              | Johannes Rohrweck     | Austria                    | 1:12,71 | +0,77     |
| 11  | 9              | François Place        | Franța                     | 1:12,83 | +0,89     |
| 12  | 5              | Terence Tchiknavorian | Franța                     | 1:12,85 | +0,91     |
| 13  | 2              | David Mobärg          | Suedia                     | 1:12,97 | +1,03     |
| 14  | 15             | Erik Mobärg           | Suedia                     | 1:13,01 | +1,07     |
| 15  | 8              | Kevin Drury           | Canada                     | 1:13,11 | +1,17     |
| 16  | 18             | Jean-Frédéric Chapuis | Franța                     | 1:13,20 | +1,26     |
| 17  | 17             | Daniel Bohnacker      | Germania                   | 1:13,21 | +1,27     |
| 18  | 7              | Florian Wilmsmann     | Germania                   | 1:13,22 | +1,28     |
| 19  | 12             | Tristan Takats        | Austria                    | 1:13,29 | +1,35     |
| 20  | 32             | Kirill Sysoev         | COR                        | 1:13,36 | +1,42     |
| 21  | 16             | Joos Berry            | Elveția                    | 1:13,43 | +1,49     |
| 22  | 31             | Satoshi Furuno        | Japonia                    | 1:13,46 | +1,52     |
| 23  | 11             | Viktor Andersson      | Suedia                     | 1:13,49 | +1,55     |
| 24  | 27             | Tyler Wallasch        | Statele Unite ale Americii | 1:13,55 | +1,61     |
| 25  | 26             | Adam Kappacher        | Austria                    | 1:13,58 | +1,64     |
| 26  | 19             | Tobias Müller         | Germania                   | 1:13,64 | +1,70     |
| 27  | 20             | Romain Detraz         | Elveția                    | 1:13,69 | +1,75     |
| 28  | 30             | Elliott Baralo        | Suedia                     | 1:13,82 | +1,88     |
| 29  | 21             | Sergey Ridzik         | COR                        | 1:13,95 | +2,01     |
| 30  | 23             | Robert Winkler        | Austria                    | 1:14,05 | +2,11     |
| 31  | 28             | Oliver Davies         | Marea Britanie             | 1:14,84 | +2,90     |
| 32  | 22             | Niklas Bachsleitner   | Germania                   | 1:17,53 | +5,59     |

## Optimi de finală
Rezultate oficiale.
Primii doi concurenți din fiecare serie s-au calificat în sferturile de finală.
| Loc | Nr. de concurs | Nume                  | Țară     | Note |
| --- | -------------- | --------------------- | -------- | ---- |
| 1   | 1              | Alex Fiva             | Elveția  | C    |
| 2   | 17             | Daniel Bohnacker      | Germania | C    |
| 3   | 16             | Jean-Frédéric Chapuis | Franța   |      |
| 4   | 32             | Niklas Bachsleitner   | Germania |      |

| Loc | Nr. de concurs | Nume             | Țară                       | Note |
| --- | -------------- | ---------------- | -------------------------- | ---- |
| 1   | 8              | Simone Deromedis | Italia                     | C    |
| 2   | 9              | Bastien Midol    | Franța                     | C    |
| 3   | 25             | Adam Kappacher   | Austria                    |      |
| 4   | 24             | Tyler Wallasch   | Statele Unite ale Americii |      |

| Loc | Nr. de concurs | Nume                  | Țară    | Note |
| --- | -------------- | --------------------- | ------- | ---- |
| 1   | 5              | Reece Howden          | Canada  | C    |
| 2   | 21             | Joos Berry            | Elveția | C    |
| 3   | 12             | Terence Tchiknavorian | Franța  |      |
| 4   | 28             | Elliott Baralo        | Suedia  |      |

| Loc | Nr. de concurs | Nume          | Țară   | Note |
| --- | -------------- | ------------- | ------ | ---- |
| 1   | 29             | Sergey Ridzik | COR    | C    |
| 2   | 4              | Brady Leman   | Canada | C    |
| 3   | 13             | David Mobärg  | Suedia |      |
| 4   | 20             | Kirill Sysoev | COR    |      |

| Loc | Nr. de concurs | Nume           | Țară    | Note |
| --- | -------------- | -------------- | ------- | ---- |
| 1   | 14             | Erik Mobärg    | Suedia  | C    |
| 2   | 19             | Tristan Takats | Austria | C    |
| 3   | 3              | Ryo Sugai      | Japonia |      |
| 4   | 30             | Robert Winkler | Austria |      |

| Loc | Nr. de concurs | Nume           | Țară    | Note |
| --- | -------------- | -------------- | ------- | ---- |
| 1   | 11             | François Place | Franța  | C    |
| 2   | 6              | Jared Schmidt  | Canada  | C    |
| 3   | 27             | Romain Detraz  | Elveția |      |
| 4   | 22             | Satoshi Furuno | Japonia |      |

| Loc | Nr. de concurs | Nume              | Țară     | Note |
| --- | -------------- | ----------------- | -------- | ---- |
| 1   | 7              | Ryan Regez        | Elveția  | C    |
| 2   | 10             | Johannes Rohrweck | Austria  | C    |
| 3   | 26             | Tobias Müller     | Germania |      |
| 4   | 23             | Viktor Andersson  | Suedia   |      |

| Loc | Nr. de concurs | Nume              | Țară           | Note |
| --- | -------------- | ----------------- | -------------- | ---- |
| 1   | 2              | Igor Omelin       | COR            | C    |
| 2   | 15             | Kevin Drury       | Canada         | C    |
| 3   | 18             | Florian Wilmsmann | Germania       |      |
| 4   | 31             | Oliver Davies     | Marea Britanie |      |

## Sferturi de finală
Primii doi concurenți din fiecare serie s-au calificat în semifinale.
| Loc | Nr. de concurs | Nume             | Țară     | Note |
| --- | -------------- | ---------------- | -------- | ---- |
| 1   | 1              | Alex Fiva        | Elveția  | C    |
| 2   | 8              | Simone Deromedis | Italia   | C    |
| 3   | 9              | Bastien Midol    | Franța   |      |
| 4   | 17             | Daniel Bohnacker | Germania |      |

| Loc | Nr. de concurs | Nume          | Țară    | Note |
| --- | -------------- | ------------- | ------- | ---- |
| 1   | 29             | Sergey Ridzik | COR     | C    |
| 2   | 4              | Brady Leman   | Canada  | C    |
| 3   | 5              | Reece Howden  | Canada  |      |
| 4   | 21             | Joos Berry    | Elveția |      |

| Loc | Nr. de concurs | Nume           | Țară    | Note |
| --- | -------------- | -------------- | ------- | ---- |
| 1   | 14             | Erik Mobärg    | Suedia  | C    |
| 2   | 11             | François Place | Franța  | C    |
| 3   | 6              | Jared Schmidt  | Canada  |      |
| 4   | 19             | Tristan Takats | Austria |      |

| Loc | Nr. de concurs | Nume              | Țară    | Note |
| --- | -------------- | ----------------- | ------- | ---- |
| 1   | 7              | Ryan Regez        | Elveția | C    |
| 2   | 10             | Johannes Rohrweck | Austria | C    |
| 3   | 15             | Kevin Drury       | Canada  |      |
| 4   | 2              | Igor Omelin       | COR     |      |

## Semifinale
| Loc | Nr. de concurs | Nume             | Țară    | Note        |
| --- | -------------- | ---------------- | ------- | ----------- |
| 1   | 1              | Alex Fiva        | Elveția | Finala mare |
| 2   | 29             | Sergey Ridzik    | COR     | Finala mare |
| 3   | 8              | Simone Deromedis | Italia  | Finala mică |
| 4   | 4              | Brady Leman      | Canada  | Finala mică |

| Loc | Nr. de concurs | Nume              | Țară    | Note        |
| --- | -------------- | ----------------- | ------- | ----------- |
| 1   | 14             | Erik Mobärg       | Suedia  | Finala mare |
| 2   | 7              | Ryan Regez        | Elveția | Finala mare |
| 3   | 10             | Johannes Rohrweck | Austria | Finala mică |
| 4   | 11             | François Place    | Franța  | Finala mică |

## Finala mică
| Loc | Nr. de concurs | Nume              | Țară    | Note |
| --- | -------------- | ----------------- | ------- | ---- |
| 5   | 8              | Simone Deromedis  | Italia  |      |
| 6   | 4              | Brady Leman       | Canada  |      |
| 7   | 10             | Johannes Rohrweck | Austria |      |
| 8   | 11             | François Place    | Franța  |      |

## Finala mare
| Loc | Nr. de concurs | Nume          | Țară    | Note |
| --- | -------------- | ------------- | ------- | ---- |
| 1   | 7              | Ryan Regez    | Elveția |      |
| 2   | 1              | Alex Fiva     | Elveția |      |
| 3   | 29             | Sergey Ridzik | COR     |      |
| 4   | 14             | Erik Mobärg   | Suedia  |      |